# Alt-Hohenschönhausen
Alt-Hohenschönhausen, ursprungligen enbart Hohenschönhausen, är en stadsdel (Ortsteil) i nordöstra Berlin, Tyskland, tillhörande det administrativa stadsdelsområdet Lichtenberg. Stadsdelen hade 43 565 invånare i december 2014. 
I stadsdelen ligger Gedenkstätte Berlin-Hohenschönhausen, det tidigare Stasi-häktet som idag är en minnesplats över offer för den östtyska kommunistiska statens människorättsbrott.